# Gare de Batz-sur-Mer
La gare de Batz-sur-Mer est une gare ferroviaire française de la ligne de Saint-Nazaire au Croisic, située sur le territoire de la commune du Batz-sur-Mer, dans le département de la Loire-Atlantique en région Pays de la Loire.
Construite par la Compagnie du chemin de fer de Saint-Nazaire au Croisic, la station est mise en service en 1879 par l'Administration des chemins de fer de l'État (État) et intègre le réseau de la Compagnie du chemin de fer de Paris à Orléans (PO), lorsqu'elle reprend la ligne en 1884. 
C'est une halte voyageurs de la Société nationale des chemins de fer français (SNCF) du réseau TER Pays de la Loire desservie par des trains express régionaux.

## Situation ferroviaire
Établie à 7 mètres d'altitude, la gare de Batz-sur-Mer est située au point kilométrique (PK) 517,246 de la ligne de Saint-Nazaire au Croisic, entre les gares du Pouliguen et du Croisic.

## Histoire
La gare de « Batz » est mise en service le 11 mai 1879 par l'Administration des chemins de fer de l'État, lorsqu'elle ouvre à l'exploitation la ligne de Saint-Nazaire au Croisic et son embranchement de La Baule-Escoublac à Guérande. 
Elle dispose d'un bâtiment voyageurs construit l'année précédente par la Compagnie du chemin de fer de Saint-Nazaire au Croisic sur un modèle type de la ligne.
En 1884, elle devient une gare du réseau de la Compagnie du chemin de fer de Paris à Orléans (PO) qui comptabilise sa recette annuelle à partir du 30 janvier. Avec un total de 54 839 francs elle se situe à la quatrième place sur les sept gares que compte la ligne et de son embranchement sur Guérande.

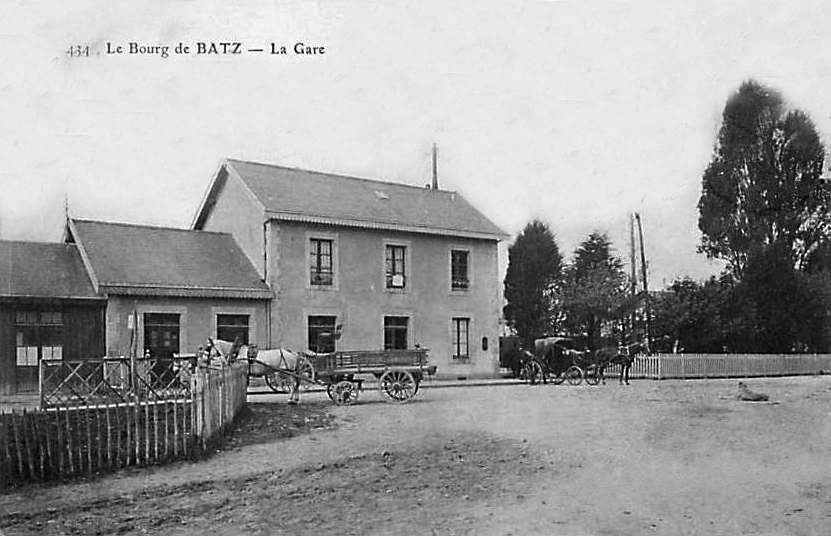
La gare vers 1900.
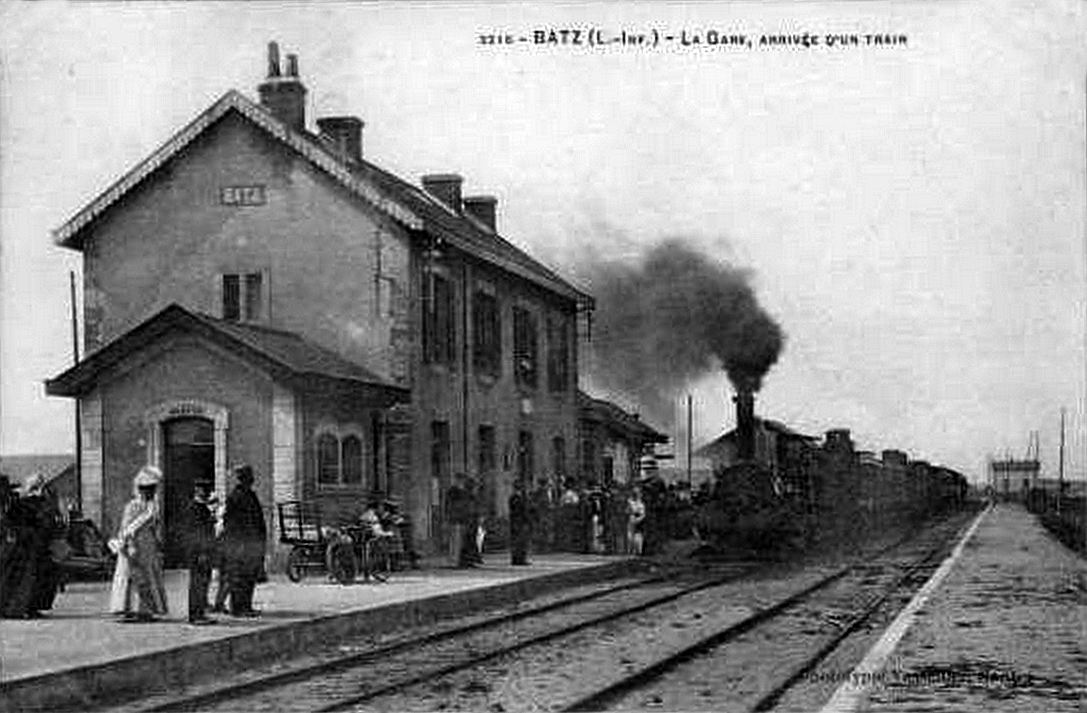
La gare agrandie au début des années 1900.
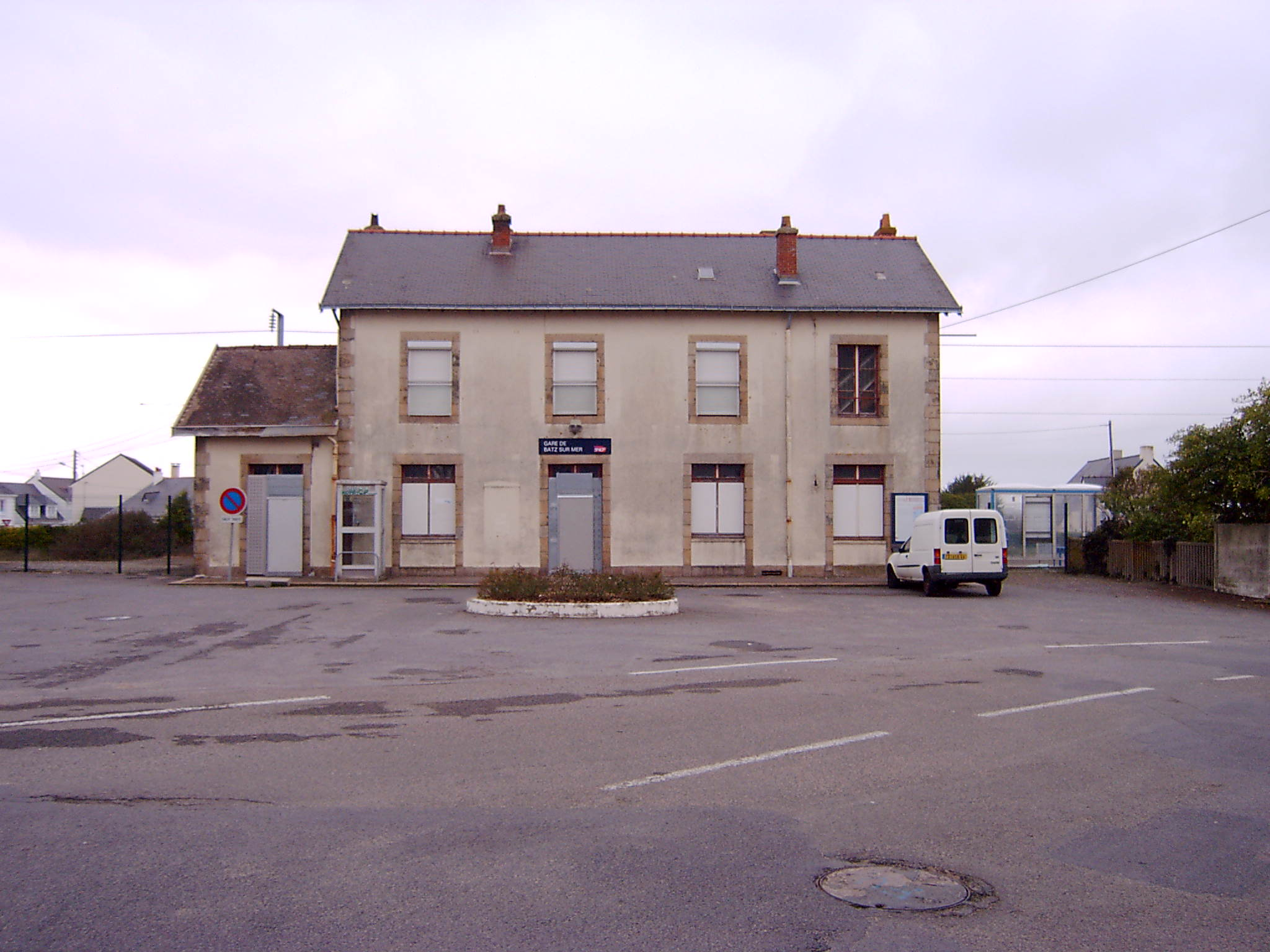
Le bâtiment voyageurs en 2012, avant son rachat par la commune.

Le 20 juin 1931, l'édition de Nantes de L'Ouest-Éclair rapporte le changement de dénomination de la « gare de Batz » qui prend le nom de « gare de Batz-sur-mer ».
En 2012, la fréquentation de la halte est quotidiennement d'environ 160 personnes. Le conseil municipal décide d'acheter l'ancien bâtiment voyageurs qui n'est plus utilisé pour le service ferroviaire. Rénové en 2018, le bâtiment accueille la Croix-Rouge et le Secours populaire français. 
En 2014, c'est une gare voyageurs d'intérêt local (catégorie C : moins de 100 000 voyageurs par an de 2010 à 2011), qui dispose d'un quai (d'une longueur totale de 30 m) pour la voie unique. En 2014, selon les estimations de la SNCF, la fréquentation annuelle de la gare est de 7 607 voyageurs.
Depuis fin 2021, elle accueille un centre municipal de santé, avec des médecins salariés par la commune.

## Service des voyageurs

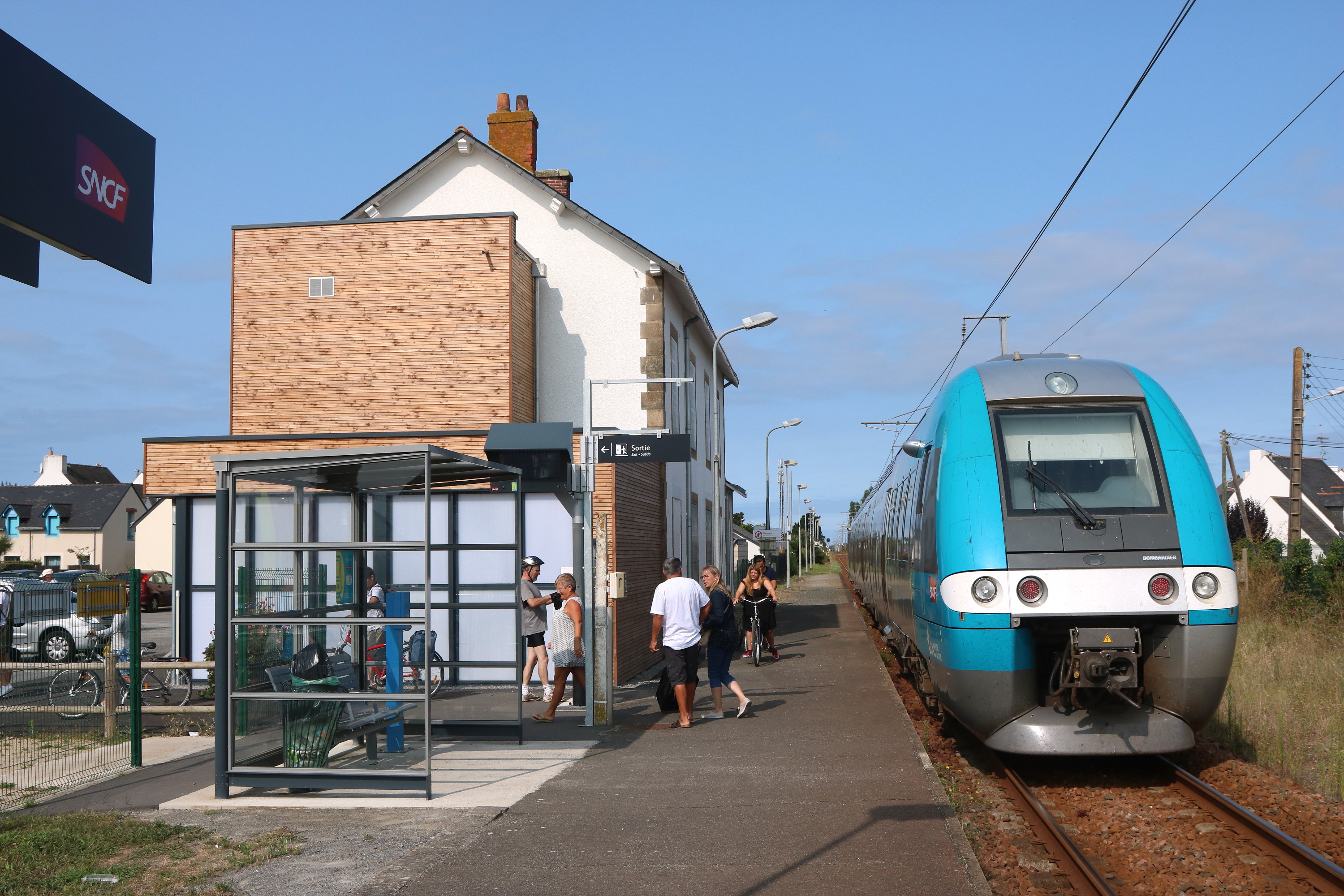
La voie et le quai, le long de l'ancien bâtiment voyageurs.

### Accueil
Halte SNCF, c'est un point d'arrêt non géré (PANG) à entrée libre. En 2015, la région des Pays de la Loire promet que l'abri de quai devrait être remplacé, avec l'aide du programme européen « Citizens rail » de développement des chemins de fer régionaux.

### Desserte
Batz-sur-Mer est une halte voyageurs du réseau TER Pays de la Loire, desservie par des trains express régionaux de la relation Nantes - Saint-Nazaire - Le Croisic (ligne 01).

### Intermodalité
Un parking pour les véhicules y est aménagé.

## Patrimoine ferroviaire
L'ancien bâtiment voyageurs, construit avant la mise en service de la ligne sur les plans d'un modèle type, modifiée avant 1930.